# 1806 na música

## Nascimentos
| Data           | Nome                  | Profissão                             | Nacionalidade                  | Observações | Ref |
| -------------- | --------------------- | ------------------------------------- | ------------------------------ | ----------- | --- |
| 2 de fevereiro | Theodor Avé-Lallemant | professor de música e crítico musical | Sacro Império Romano-Germânico | m. 1890     |     |
| 17 de agosto   | Johann Kaspar Mertz   | violonista e compositor               | Império Austríaco              | m. 1856     |     |

## Mortes
| Data          | Nome                   | Profissão                  | Nacionalidade | Observações | Ref |
| ------------- | ---------------------- | -------------------------- | ------------- | ----------- | --- |
| 30 de janeiro | Vicente Martín y Soler | compositor de ópera e balé | Espanha       | n. 1754     |     |